# Miheil Kavelașvili
Miheil Kavelașvili (în georgiană მიხეილ ყაველაშვილი; n. 22 iulie 1971, Bolnisi, Republica Sovietică Socialistă Gruzină, URSS) este un politician georgian și fost fotbalist profesionist, care a fost învestit în funcția de președinte al Georgiei la 29 decembrie 2024. Alegerea sa, prima realizată printr-un colegiu electoral în urma modificărilor constituționale din 2017, este contestată atât de opoziția georgiană, cât și de o parte semnificativă a comunității occidentale. Pentru prima dată în istoria Georgiei, el a fost unicul candidat la președinție, ca urmare a boicotului opoziției.
Ca jucător de fotbal, a evoluat pe postul de atacant în Premier League pentru Manchester City și în Superliga Elvețiană pentru mai multe cluburi. De asemenea, a jucat pentru Dinamo Tbilisi și Spartak Vladikavkaz. A fost selecționat de 46 de ori în echipa națională a Georgiei.

## Cariera fotbalistică
Asemenea multor fotbaliști de top din Georgia, Miheil Kavelașvili și-a început cariera la Dinamo Tbilisi, ieșind din centrul de juniori al clubului în 1989. Evoluând ca atacant, s-a impus rapid în prima echipă a Dinamo, iar în 1995 s-a transferat la clubul rus Spartak Vladikavkaz, cu care a câștigat Prima Ligă Rusă în acel sezon, singurul petrecut în Osetia de Nord.
Pe 1 martie 1996, Kavelașvili a început antrenamentele cu Manchester City, fiind oficial transferat pe 28 martie, chiar în ziua limită de transferuri. A fost recomandat antrenorului Alan Ball de către compatriotul său Georgi Kinkladze⁠(d), adus anterior pentru 2 milioane de lire sterline. Transferul lui Kavelașvili, în valoare de 1,4 milioane de lire, a durat câteva săptămâni din cauza obținerii permisului de muncă. A debutat la City pe 6 aprilie 1996, marcând chiar în derby-ul cu Manchester United, dar a evoluat doar în 4 meciuri și a înscris un singur gol în Premier League, într-un sezon care s-a încheiat cu retrogradarea echipei.
După retrogradare, a jucat 24 de meciuri (două goluri) în Football League First Division. Performanțele sale nu au fost suficiente pentru reînnoirea permisului de muncă, astfel că a fost împrumutat la Grasshopper Club Zürich, cu care a câștigat campionatul Elveției în 1998. Ulterior, și-a petrecut cea mai mare parte a carierei în Elveția, jucând pentru FC Zürich, FC Luzern, FC Sion și FC Aarau. În toamna lui 2004, Aarau l-a împrumutat din nou la Vladikavkaz, dar după doar șapte meciuri s-a întors definitiv în Elveția.
Miheil Kavelașvili s-a alăturat echipei FC Basel în sezonul 2005–2006, sub comanda antrenorului Christian Gross, cel care îl pregătise și în perioada titlului obținut cu Grasshoppers în 1998. A debutat în Superliga Elveției pe 12 martie 2006, pe stadionul St. Jakob-Park, intrând pe teren în minutul 66 și reușind să înscrie unicul gol al meciului, chiar împotriva fostei sale echipe, Grasshopper Club Zürich. Basel a avut un parcurs foarte bun în acel sezon, luptând pentru titlu cot la cot cu FC Zürich până în ultima etapă. Titlul a fost pierdut dramatic, la diferență de goluri, în favoarea FC Zürich.
În primul său sezon la Basel, Kavelașvili a bifat zece apariții, toate din postura de rezervă. În cel de-al doilea sezon, a mai jucat în șapte meciuri, din nou exclusiv ca rezervă. Înainte de pauza de iarnă, clubul a decis să îl elibereze de contract, iar Kavelașvili a pus capăt carierei sale de jucător profesionist. În total, el a disputat 17 meciuri pentru FC Basel, inclusiv 3 în UEFA Europa League, și a înscris 4 goluri.
La nivel internațional, a fost selecționat de 46 de ori în echipa națională a Georgiei, cu care a câștigat Turneul Internațional din Malta în 1998.
În anul 2015, Kavelașvili a intenționat să candideze pentru funcția de președinte al Federației Georgiene de Fotbal, însă nu a putut participa la alegeri din cauza lipsei unei diplome de învățământ superior, cerință obligatorie pentru candidatură.

## Cariera politică
După retragerea din activitatea sportivă, Miheil Kavelașvili s-a implicat în politică. În 2016 a fost ales deputat în Parlamentul Georgiei, pe listele partidului Visul Georgian, formațiunea aflată la guvernare. A fost reales în 2020, consolidându-și poziția în cadrul majorității parlamentare. În 2022, Kavelașvili a părăsit partidul Visul Georgian și a co-fondat partidul Puterea Poporului, descris ca un satelit politic al fostului său partid. Scopul declarat al acestei formațiuni este acela de a promova narative anti-occidentale, păstrând în același timp o distanțare oficială față de conducerea Visului Georgian, evitând astfel compromiterea guvernului în relațiile externe.
Kavelașvili este considerat inițiatorul teoriei conspirației numite „Partidul Războiului Global”, intens promovată ulterior de liderii Visului Georgian. Potrivit acesteia, el a sugerat că ambasadoarea SUA la Tbilisi, Kelly Degnan, ar fi încercat să-l șantajeze pe oligarhul Bidzina Ivanișvili⁠(d) pentru a implica Georgia în războiul din Ucraina. De atunci, el a lansat acuzații nefondate potrivit cărora opoziția politică georgiană ar fi controlată de congresmeni americani, motivați de o „dorință insațiabilă de a distruge țara noastră”, și că aceștia ar conspira la organizarea unei revoluții violente care ar duce la „ucrainizarea Georgiei”.
Discursul său politic este adesea catalogat drept populist de dreapta și chiar ultranaționalist. Printre alte afirmații controversate, el a acuzat Occidentul că ar dori să impună o „toleranță neutră și totală față de ideologia LGBTQ”, calificând acest lucru drept „un act împotriva umanității”.

## Președintele Georgiei (din 2024)
În alegerile parlamentare din 2024, partidul Puterea Poporului a participat pe lista electorală a Visului Georgian, formațiunea de guvernământ. Mikheil Kavelașvili a fost ales pentru a treia oară în Parlamentul Georgiei. La o lună după scrutinul contestat, el a fost desemnat candidat la președinție din partea Visului Georgian.
Pentru prima dată în istoria alegerilor prezidențiale georgiene, Kavelașvili a fost singurul candidat, în contextul unui boicot din partea opoziției. Această situație a fost posibilă ca urmare a modificărilor constituționale din 2017, care au înlocuit votul direct al cetățenilor cu un vot indirect, printr-un colegiu electoral.
În discursul său de nominalizare, Kavelașvili a acuzat-o pe președinta în exercițiu, Salome Zurabișvili, de încălcarea constituției.
La alegerile din 14 decembrie 2024, el a obținut 224 din cele 225 de voturi exprimate în colegiul electoral de 300 de membri și a fost proclamat viitorul președinte al Georgiei. Opoziția a boicotat participarea în colegiul electoral.
Kavelașvili a depus jurământul pe 29 decembrie 2024. El este al treilea fost fotbalist profesionist care ajunge președinte de stat, după:
- Ahmed Ben Bella⁠(d), primul președinte al Algeriei (1963–1965)[29],
- George Weah, președinte al Liberiei (2018–2024)[30].

### Alegeri contestate
Alegerea lui Miheil Kavelașvili ca președinte al Georgiei a fost contestată și considerată ilegitimă de către opoziția politică, de președinta în exercițiu Salome Zurabișvili, de organizații de monitorizare electorală, precum și de experți constituționali georgieni. De asemenea, o parte semnificativă a comunității occidentale și-a exprimat refuzul de a recunoaște legitimitatea alegerii.
Principalele acuzații vizează fraudele electorale asociate alegerilor parlamentare desfășurate cu șapte săptămâni înainte, care au subminat legitimitatea Parlamentului și, implicit, a colegiului electoral, întrucât acesta include toți cei 150 de deputați.
Zurabișvili, împreună cu partidele de opoziție, organizațiile societății civile și actori internaționali, a continuat să își revendice calitatea de președinte legitim al Georgiei. La 13 februarie 2025, Parlamentul European a adoptat o rezoluție prin care Uniunea Europeană nu îl recunoaște pe Kavelașvili ca președinte legitim al Georgiei.

### Președinție
La 20 martie 2025, Kavelașvili l-a numit pe Luka Ekhvaia — politolog, blogger și creator de conținut pe TikTok — consilier pentru afaceri externe. Ekhvaia a fost descris în spațiul public drept o figură de extremă stângă, antioccidentală și pro-China.

## Palmares sportiv
Dinamo Tbilisi
- Campionatul Georgiei (Erovnuli Liga): 1990, 1994, 1995

Spartak Vladikavkaz
- Campionatul Rusiei (Prima Ligă Rusă): 1995

Grasshoppers Zürich
- Campionatul Elveției (Superliga Elveției): 1998